# NGC 3557
NGC 3557 est une très vaste galaxie elliptique située dans la constellation du Centaure. NGC 3557 a été découverte par l'astronome britannique John Herschel en 1835.

## Caractéristiques
NGC 3557 est une galaxie LINER, c'est-à-dire une galaxie dont le noyau présente un spectre d'émission caractérisé par de larges raies d'atomes faiblement ionisés. De plus, c'est une radiogalaxie à spectre continu (Flat-Spectrum Radio Source) et elle présente un jet d'émission d'ondes radio.

### Distance
Sa vitesse par rapport au fond diffus cosmologique est de 3 398 ± 23 km/s, ce qui correspond à une distance de Hubble de 50,1 ± 3,5 Mpc (∼163 millions d'al).
À ce jour, une vingtaine de mesures non basées sur le décalage vers le rouge (redshift) donnent une distance de 32,905 ± 10,235 Mpc (∼107 millions d'al), ce qui est à l'extérieur des valeurs de la distance de Hubble. Notons que c'est avec la valeur moyenne des mesures indépendantes, lorsqu'elles existent, que la base de données NASA/IPAC calcule le diamètre d'une galaxie et qu'en conséquence le diamètre de NGC 3557 pourrait être d'environ 115 kpc (∼375 000 al) si on utilisait la distance de Hubble pour le calculer.

## Groupe de NGC 3557
NGC 3557 est la galaxie la plus grosse et la plus brillante d'un groupe de galaxies qui porte son nom. Le groupe de NGC 3557 compte au moins onze galaxies dont NGC 3533, NGC 3564, NGC 3568 et NGC 3573.

### Paire de galaxies
Selon Vaucouleurs et Corwin, NGC 3557 et NGC 3564 forment une paire de galaxies. Mais,il est aussi indiqué à la même page que NGC 3568 et NGC 3557 forment aussi une paire. S'agit-il d'un trio ?